# Lou Jiahui
Lou Jiahui (chinesisch 娄佳惠; * 26. Mai 1991 in Jiaozuo, Henan) ist eine chinesische Fußballspielerin.

## Karriere

### Vereine
Von Henan Songshan Longmen wechselte sie im Februar 2022 zum Wuhan Jianghan University FC.

### Nationalmannschaft
Mit der chinesischen U20 spielte sie bei der Weltmeisterschaft 2008 und kam in allen drei Spielen der Mannschaft zum Einsatz.
Ihr Debüt bei der A-Nationalmannschaft hatte sie dann schon zuvor, als sie im Aufgebot für das Olympiaturnier 2008 stand. Beim 2:1-Sieg über Schweden im ersten Spiel wurde sie zur 83. Minute für Duan Han eingewechselt und holte sich in den verbleibenden Minuten noch eine gelbe Karte ab. Auch in den nächsten Spielen der Mannschaft hier bekam sie dann Einsatzzeit.
Einige Jahre später war sie auch Teil des Kaders bei der Weltmeisterschaft 2015 und kam hier bis auf das erste Gruppenspiel immer zumindest zu ein paar Spielminuten. Bei den Asienspielen 2018 gewann sie mit ihrer Mannschaft dann die Silber-Medaille. Im Sommer des Folgejahres kam dann noch die Nominierung für die Weltmeisterschaft 2019, dort kam sie in den ersten beiden Gruppenspielen jedoch nur zu Kurzeinsätzen. Einige weitere Jahre später gewann sie bei der Asienmeisterschaft 2022 mit ihrer Mannschaft den Titel.
Am 5. Juli 2023 wurde sie für den finalen Kader bei der Weltmeisterschaft 2023 nominiert.